# Lepsiushaus

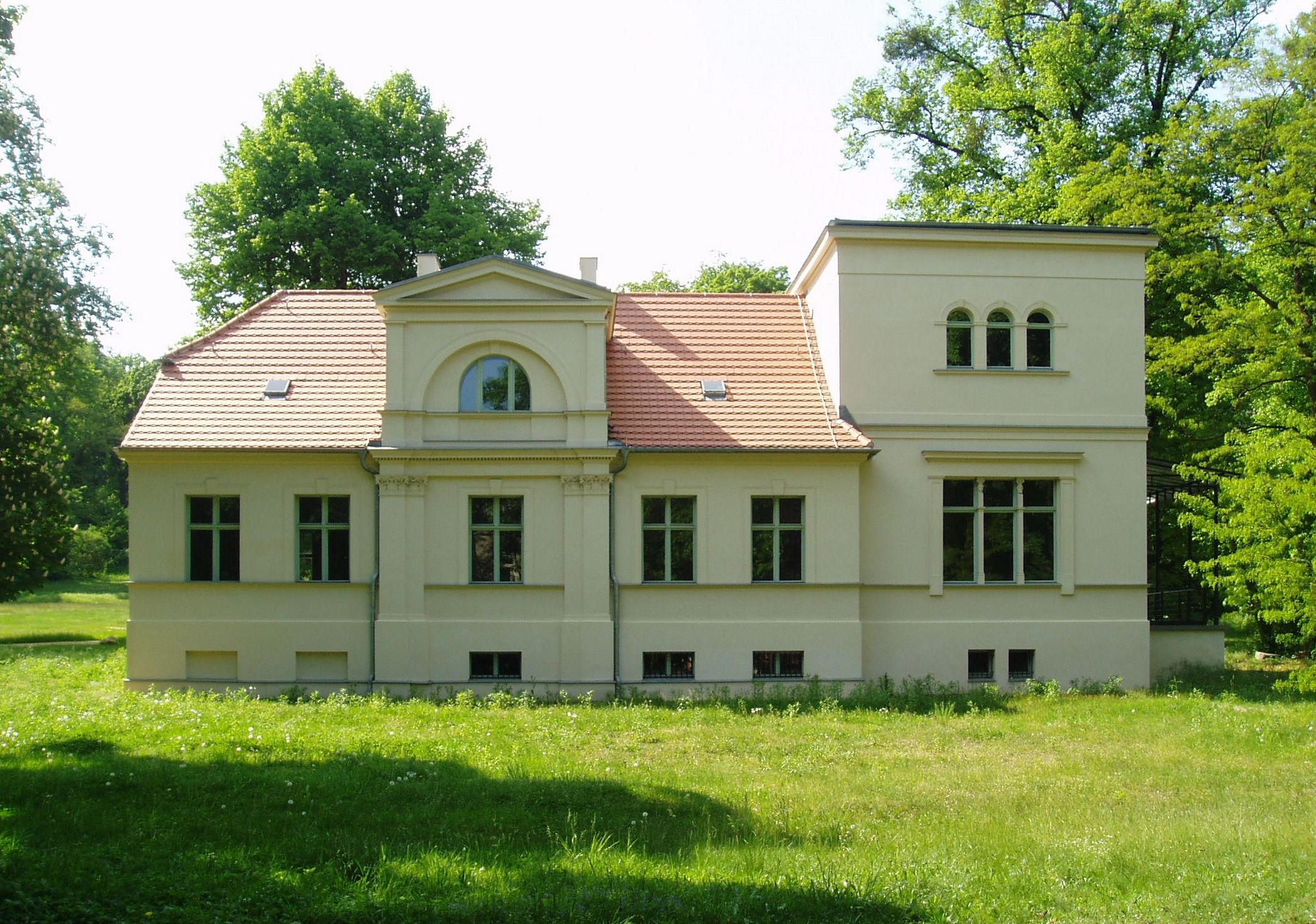
Das Lepsiushaus

Das Lepsiushaus ist eine Forschungs- und Begegnungsstätte in Potsdam. Sie wurde 2011 eröffnet und befindet sich in der ehemaligen Villa des protestantischen Theologen und Menschenrechtlers Johannes Lepsius (1858–1926). Direktor des Lepsiushauses war bis 2021 Rolf Hosfeld. Seitdem ist Roy Knocke Direktor des Hauses.

## Die Villa
Die 1780 bis 1820 an der Großen Weinmeisterstraße 45 in der Potsdamer Nauener Vorstadt errichtete Villa liegt am Fuß des Pfingstberges und zählt zusammen mit der Villa Henckel, der Villa Quandt und der Villa Schlieffen zu den vornehmen Villen dieser Gegend. 1868 erwarb sie der Berliner Bankier und Eigentümer der Nachbarvilla Hermann Henckel und baute sie um. Von 1908 bis 1926 lebte hier Johannes Lepsius.

## Forschungs- und Begegnungsstätte
Das Lepsiushaus beherbergt ein Archiv mit dem Nachlass von Johannes Lepsius sowie sämtliche von ihm herausgegebenen Zeitschriften, eine Ausstellung zum Leben und Wirken von Johannes Lepsius sowie dem Schicksal der Armenier im Osmanischen Reich und eine Fachbibliothek.
Das Forschungsinteresse des Lepsiushauses gilt dem Leben, dem Werk und der Wirkung von Johannes Lepsius, dem international bedeutsamsten Zeugen, Historiker und Dokumentaristen des Völkermords an den Armeniern und dem Initiator und Leiter eines großen, aus privaten Spendenmitteln finanzierten armenischen Hilfswerks im Osmanischen Reich. Damit sind auch Fragen nach Zivilcourage, der Geschichte des Humanitarismus sowie einer internationalen politischen Ethik und Rechtsordnung verbunden. Abgeleitet davon öffnen sich die Arbeit und Veranstaltungen des Hauses weiteren Themenbereichen, wie den Zusammenhangs von Nationalismus, Ethnizität und Gewaltpolitik, der Geschichte und Kultur der Armenier, dem »fernen Europa« im Transkaukasus, dem Balkan und dem Nahen Osten sowie der Problematik von Menschenrechten, der Geschichte des internationalen Rechts und der Erinnerungspolitik bis in die Gegenwart.
Diese Themen werden in verschiedenen Formaten auch als publikumsorientierte Veranstaltungen der politischen Bildung angeboten: Als Vorträge, Podiumsdiskussionen, Lesungen, Buchpräsentationen, Workshops und Lehrerfortbildungen. Die Mitarbeiter des Lepsiushauses bringen ihre wissenschaftlichen Fragestellungen und Kenntnisse in die Lehre an der Universität Potsdam ein. Internationale wissenschaftliche Konferenzen, Tagungen und Workshops finden regelmäßig statt.
Mitarbeiter des Lepsiushauses haben in den letzten Jahren diverse Buchpublikationen vorgelegt. Gemeinsam mit Sönke Neitzel und Julius H. Schoeps ist der ehemalige Direktor des Lepsiushauses, Rolf Hosfeld, Herausgeber der Buchreihe „Gewaltpolitik und Menschenrechte“. Das Lepsiushaus verfügt über ein weit gespanntes internationales Netzwerk.
Offizielle Kooperationspartner sind das Moses Mendelssohn Zentrum für europäisch-jüdische Studien Potsdam, die Philosophische Fakultät der Universität Potsdam, die Staatliche Universität Jerewan, die Armenian General Benevolent Union (AGBU), das Armenian Genocide Museum-Institute in Jerewan, das Internationale Institut für Nationalitätenrecht und Regionalismus München und die Philosophische Fakultät und Fachbereich Theologie der Friedrich-Alexander-Universität Erlangen-Nürnberg.

## Gedenken

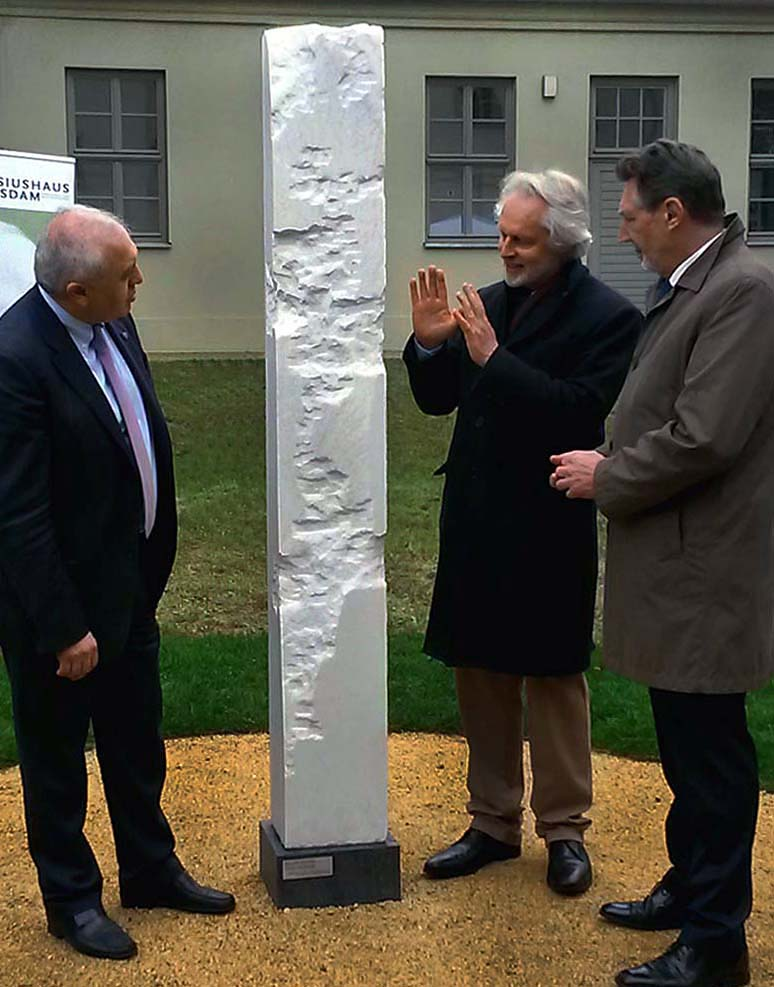
Einweihung der Skulptur »Zivilcourage« am Potsdamer Lepsiushaus;
links: Aschot Smbatjan, Botschafter von Armenien,
Mitte neben der Stele: der Künstler Roland Stelter,
rechts: Jann Jakobs, Oberbürgermeister von Potsdam

2015 wurde im Garten des Lepsius-Hauses eine Marmorskulptur des Bildhauers Roland Stelter als Hommage an Johannes Lepsius’ Wirken errichtet, mit Unterstützung des Ministeriums für Wissenschaft, Forschung und Kultur des Landes Brandenburg, der Stadt Potsdam, der Forschungs- und Begegnungsstätte Lepsius-Haus und der Stiftung Preußische Schlösser und Gärten Berlin-Brandenburg.